# BNP Paribas Open 2010
BNP Paribas Open 2010 — профессиональный теннисный турнир, в 34-й раз проводившийся в небольшом калифорнийском городке Индиан-Уэллсе на открытых хардовых кортах. Мужской турнир имеет категорию ATP 1000, а женский — WTA Premier Mandatory. Калифорнийский турнир открывает мини-серию из двух турниров, основная сетка которых играется более 1 недели (следом намечен турнир в Майами). Соревнования были проведены на кортах Indian Wells Tennis Garden — с 8 по 21 марта 2010 года.
Прошлогодние победители:
- мужчины одиночки —  Рафаэль Надаль.
- женщины одиночки —  Вера Звонарёва.
- мужчины пары —  Энди Роддик /  Марди Фиш.
- женщины пары —  Вера Звонарёва /  Виктория Азаренко.

## Соревнования

### Одиночный турнир

#### Мужчины
Иван Любичич обыграл  Энди Роддика со счётом 7-6(3), 7-6(5)

#### Женщины
Елена Янкович обыграла  Каролину Возняцки со счётом 6-2, 6-4.

### Парный турнир

#### Мужчины
Марк Лопес /  Рафаэль Надаль обыграли  Даниэля Нестора /  Ненада Зимонича со счётом 7-6(8), 6-3.

#### Женщины
Квета Пешке /  Катарина Среботник обыграли  Надежду Петрова /  Саманту Стосур со счётом 6-4, 2-6, [10-5]